# Institut national des sciences appliquées Hauts-de-France
L’Institut national des sciences appliquées Hauts-de-France (INSA) est un établissement-composante de l’université polytechnique Hauts-de-France (UPHF), à Valenciennes, Cambrai et Maubeuge.
Il est né de la fusion de 3 composantes de l’UPHF :
- l’institut des sciences et techniques de Valenciennes (ISTV) ;
- l’École nationale supérieure d’ingénieurs en informatique, automatique, mécanique, énergétique et électronique (ENSIAME) ;
- la faculté des sciences et métiers du sport (FSMS).

C'est l'une des 204 écoles d'ingénieurs françaises accréditées au 1er septembre 2020 à délivrer un diplôme d'ingénieur

## Historique
Au moment de la genèse des INSA, Lille fait partie des quatre projets d'école avec Lyon (ouvert en 1957), Toulouse (en 1963) et Rennes (en 1966). Néanmoins contrairement, aux trois autres, le projet d'INSA Lille est annulé.
L’école nationale supérieure d'ingénieurs en informatique, automatique, mécanique, énergétique et électronique (ENSIAME) fut créée en 2002 de la fusion de trois écoles de Valenciennes : l'ENSI de mécanique et énergétique de Valenciennes (ENSIMEV) - créée en 1979 sous l'impulsion d’Édouard Bridoux, Roger Torguet et Michel Leray, l'école d'ingénieurs en génie informatique et productique (EIGIP) - créée en 1992, et l'Institut supérieur industriel de Valenciennes (ISIV) - créé en 1964, toutes trois héritières de l'antenne de la faculté des sciences de l'université Lille-I. C’est alors une école interne de l’université de Valenciennes. Dès sa création, l'objectif de l'école est de former des ingénieurs généralistes dans les domaines de la Mécanique-Energétique, de la Mécatronique et de l'Informatique et du Management des Systèmes.
L’institut national des sciences appliquées Hauts-de-France est créé en 2019, en tant qu’établissement composante de l’établissement expérimental « université polytechnique Hauts-de-France » (UPHF). L’institut est issu de la fusion de l’école nationale supérieure d'ingénieurs en informatique, automatique, mécanique, énergétique et électronique (ENSIAME), de l’institut des sciences et techniques de Valenciennes (ISTV), et de la faculté des sciences et métiers du sport (FSMS), composantes de l’université de Valenciennes.
Le directeur actuel, depuis le 1er Septembre 2020, est Armel de La Bourdonnaye.

## Enseignement

### Formations ingénieur

#### Cycle préparatoire
L'école propose un cycle préparatoire intégré SHPI (Sciences et Humanités pour l'ingénieur) de deux années après le baccalauréat, accueillant 384 étudiants, au bout duquel il est possible de poursuivre ses études dans une spécialité du cycle ingénieur.
Ce cursus, accessible dès le baccalauréat, propose une formation scientifique fondamentale qui permet d’acquérir et de développer les compétences scientifiques, techniques, méthodologiques et humaines. Les enseignements sont axés sur les mathématiques, la physique, la physique appliquée, l'informatique, la mécanique et les sciences Humaines (Langues, communication, sports...)

#### Cycle ingénieur
Pour le cycle ingénieur, l'INSA Hauts-de-France propose 3 voies de formation : la voie sous statut étudiant, la voie par apprentissage et la formation continue.
L'INSA Hauts-de-France accueille environ 5000 étudiants avec un total de 1356 étudiants ingénieurs.
La voie sous statut étudiant forme plus de 693 étudiants dans 8 spécialités : Informatique Industrielle et Automatique (IIA), Informatique et Cybersécurité (ICy), Systèmes Embarqués et Télecommunications (SET), Génie Civil et Bâtiment (GCB), Génie Industriel (GI), Mécanique et Énergétique (ME), Mécatronique (MT) et Audiovisuel et Multimédia (AVM). 
La voie par apprentissage forme 268 étudiants dans 4 spécialités (Génie Industriel (GI), Génie Électrique et Informatique Industrielle (GEII), Informatique et Cybersécurité (ICy) et Mécanique et Énergétique (ME)).
Enfin, les 4 spécialités Génie Industriel (GI), Génie Électrique et Informatique Industrielle (GEII), Informatique et Cybersécurité (ICy) et Mécanique et Énergétique (ME) sont également proposées dans le cadre de la formation continue pour les salariés ou demandeurs d'emploi.
Pour la voie sous statut étudiant, la formation comprend deux stages obligatoires d’une durée d'environ 20 semaines chacun, dont au moins un à effectuer à l'étranger.
Pour la voie apprentissage, un stage à l'étranger de 12 semaines au moins en fin de deuxième année est obligatoire pour valider le diplôme.

### Formations universitaires co-accréditées
Licence co-accréditée
La formation est organisée en 3 ans après un bac scientifique. La candidature est à faire via Parcoursup.
La Licence audiovisuelle est codélivrée avec l'Université Polytechnique Hauts-de-France.
- Licence Audiovisuel et Médias numériques

Masters co-accrédités :
La formation est organisée en 1 ou 2 ans, après un Master 1 ou une Licence 3.
L'INSA Hauts-de-France propose 10 Masters codélivrés avec l'Université Polytechnique Hauts-de-France.
Master de niveau bac+5
- Master Audiovisuel, médias interactifs numériques, jeux, Postproduction
- Master Audiovisuel, médias interactifs numériques, jeux, Productions
- Master Réseaux et Télécommunication, Cyber-sécurité et Défense des Systèmes d'Information (CDSI)
- Master Gestion de Production, Logistique, Achats, E-logistique
- Master Génie Civil, Génie Civil Architectural et Urbain (GCAU)
- Master Génie Civil, Ingénierie Numérique Collaborative pour la Construction (IN2C)
- Master Informatique, Ingénierie des Réseaux Communications Mobiles et Sécurité (IRCOMS)
- Master Transports Mobilités Réseaux, Ingénierie des Systèmes Embarqués et Communications Mobiles (ISECOM)
- Master Audiovisuel, médias interactifs numériques, Ingénierie des Systèmes Images et Sons (ISIS)
- Master Energie, Transport et Energie, International Master in Transportation and Energy
- Master Qualité, Hygiène, Sécurité
- Master Sciences et Génie des Matériaux, Matériaux, Contrôle et Sécurité (MCS)
- Master Sciences et Génie des Matériaux, ingénierie de la Chimie et des Matériaux (ICM)
- Master Transport Mobilités Réseaux, Ingénierie en Automatique homme et mobilité (IAHM)
- Master Transport Mobilités Réseaux, Ingénierie Mécanique, Conception et Calculs Mécaniques assités par ordinateur (IM - C2MAO)
- Master Informatique, Technologies Nouvelles des Systèmes d'Information et Décisionnels (TNSID)

### Autres diplômes
Des formations en sciences et techniques de l'Université Polytechnique Hauts-de-France sont déléguées et gérées par l'INSA Hauts-de-France (licences, licences professionnelles, DEUST, masters) :
- Licence en Mathématiques
- Licence Sciences de la Vie parcours Biotechnologies et Agroalimentaires ou parcours Santé
- Licence professionnelle Systèmes de sécurité et télésurveillance
- Licence professionnelle Optométrie
- Licence professionnelle Réseaux et Télécommunications
- Licence professionnelle Chef de Chantier
- Licence professionnelle Economiste de la Construction
- Licence professionnelle Développement de Logiciels, Web et Mobile
- DEUST Informatique d'organisation et Systèmes d'information
- DEUST Bâtiment et Construction
- Master Nutrition et Sciences des Aliments

L'école délivre également d'autres formations notamment un mastère en Systèmes de Transports Ferroviaires en partenariat avec l’École Nationale des Ponts et Chaussées (ENPC) et l’Université de Technologie de Compiègne (UTC). 
Des établissements partenaires permettent également l'obtention d'un double diplôme à l'étranger.

## Vie étudiante et associative
La vie asociative et étudiante joue un rôle important à l'INSA Hauts-de-France. Elle est regroupée autour de trois principales associations composantes : Le BDE INSA Hauts-de-France pour la partie ingénieurs, la SPHIMX pour les filières en sciences et 3/4 de pouce pour les filières en Audiovisuel et Multimédia.
En plus de ces associations composantes, l'INSA Hauts-de-France regorge d'associations plus spécifiques dans tous les domaines (sports, musique, art, sciences et techniques, entraide...).
Il y a par exemple INSAerospace qui conçoit des fusées, Gr'INSA l'association verte, le BDS qui regroupe les clubs sportifs, ./insa.sh le Club Informatique, le Bureau des Arts, Valmev qui participent à l'Éco-marathon Shell, la Band'à Barry la fanfare, JINNOV la junior-entreprise de l'école, Caribou Game Club l'association de jeux de société et une trentaine d'autres associations.
De nombreuses associations participent à des concours et contribuent au rayonement de l'Institut. On pourra citer les prix de l'ambiance lors du TOSS 2023 et 2024 ou le double prix du public de Exolegend remporté par l'association Valrobotik en 2024 et 2025.

## Recherche
L’école est thématiquement et géographiquement proche de quatre laboratoires en sciences pour l’ingénieur : le laboratoire d'automatique, de mécanique et d'informatique industrielles et humaines, l'institut d'électronique, de microélectronique et de nanotechnologie et son département opto-acousto-électronique, le laboratoire de mathématiques et leurs applications de Valenciennes.

## Association des ingénieurs diplômés
Plus de 4 000 ingénieurs sont sortis de l'école.

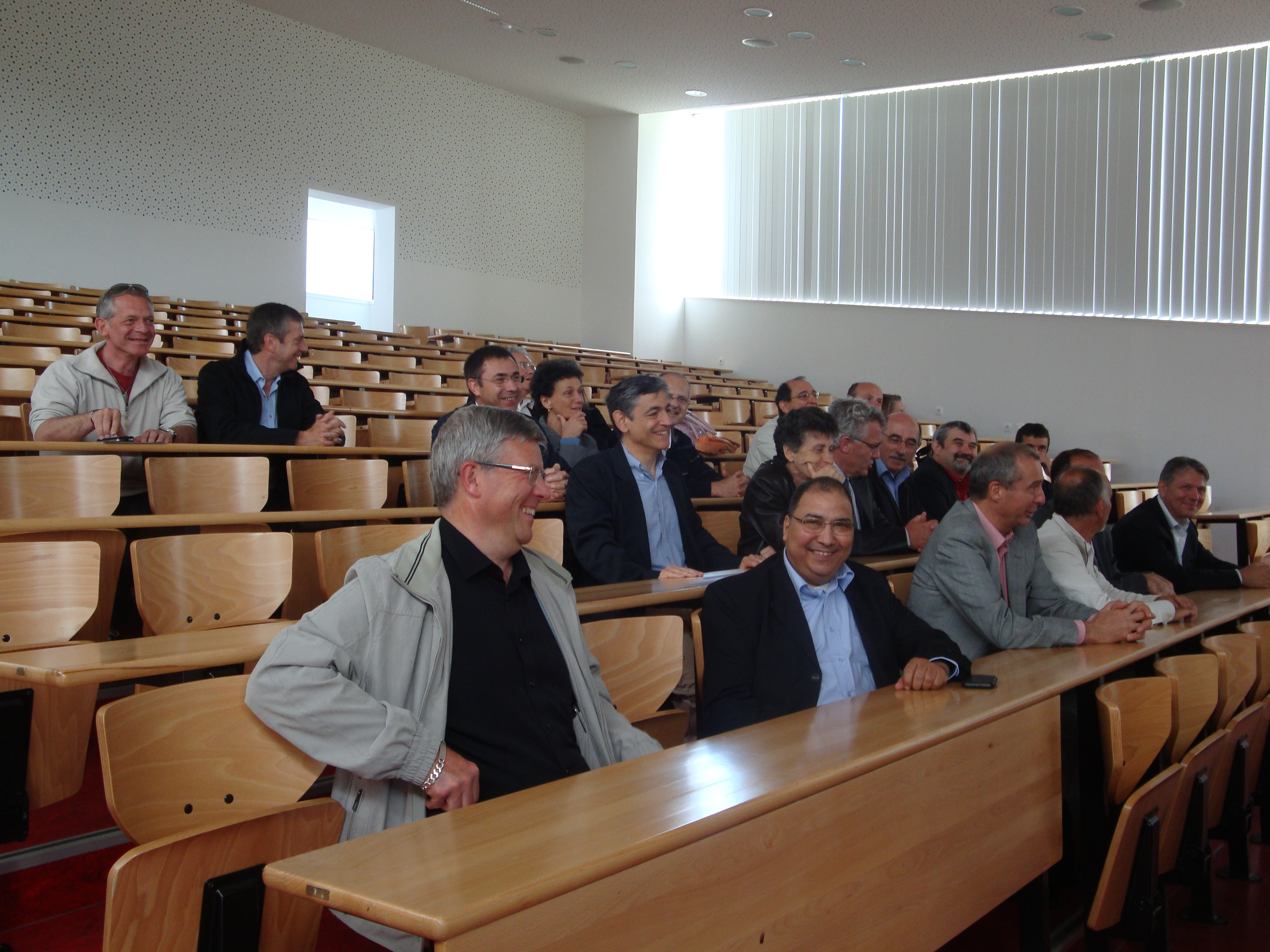
Les anciens de la première promo ENSIMEV - 30 ans après

L'association des anciens est une association d'ingénieurs diplômés et d'ingénieurs-étudiants ayant pour vocation d'entretenir et de resserrer les relations entre les ingénieurs. Mais également : retrouver d’autres anciens, leurs entreprises et leur métier ainsi qu'aider et développer les carrières des futurs ingénieurs.
L'association INSA Alumni HdF regroupe et connecte tous les anciens étudiants de l'INSA Hauts-de-France ainsi que de ses appellations antérieures. Elle anime des évènements, organise des conférences et offre des oportunités professionnelles aux étudiants de l'école.

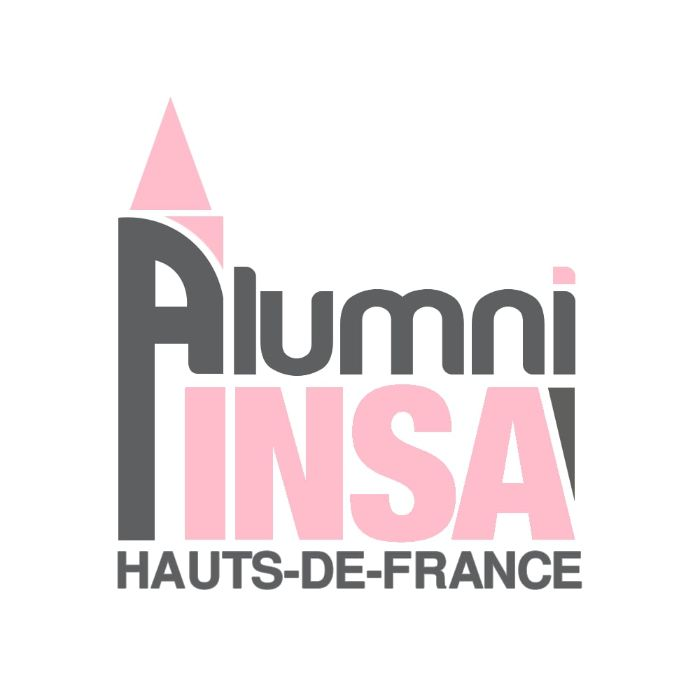
Nouveau logo de l'association des anciens élèves - INSA Alumni HdF

#### Alumni INSA Hauts-de-France: Les anciens élèves de l'école
1. 1 2  LinkedIn de l'association des anciens élèves.
2. ↑  La première promotion de l'ENSIMEV (ENSI de mécanique et énergétique de Valenciennes) est sortie en juin 1982 et l'enseignement de l'école a permis à ses diplômés d'intégrer des sociétés comme EDF, GDF, Framatome, Renault, RATP, etc. En 2012, 30 ans après leur sortie, la quasi-totalité de la première promotion s'est retrouvée réunie dans les nouveaux locaux de l'ENSIAME.

#### Autres sources
1. 1 2 3  Avis de la CTI, 2024
2. ↑  Arrêté du 25 février 2021 fixant la liste des écoles accréditées à délivrer un titre d'ingénieur diplômé.
3. ↑  Loi n°57-320 du 18 mars 1957 créant à Lyon un institut national des sciences appliquées
4. ↑  Décret no 61-1302 du 29 novembre 1961 portant création d'instituts nationaux des sciences appliquées à Rennes et à Toulouse et arrêté du 19 juin 1963 INSTITUT NATIONAL DES SCIENCES APPLIQUEES DE TOULOUSE
5. ↑  Décret no 2002-414 du 21 mars 2002 modifiant le décret no 85-1243 du 26 novembre 1985 portant création d'instituts et d'écoles internes dans les universités et les instituts nationaux polytechniques
6. ↑  Décret no 2019-942 du 9 septembre 2019 portant création de l'Université Polytechnique Hauts-de-France et de l'Institut national des sciences appliquées Hauts-de-France et approbation des statuts de l'établissement expérimental
7. 1 2  CTI, Rapport de mission d'audit de l'INSA Hauts-de-France par la CTI, 2024, 54 p.
8. 1 2 3 4  « Formation Ingénieurs | INSA », sur www.insa-hautsdefrance.fr (consulté le 27 novembre 2021)
9. 1 2  CTI, « Données certifiées INSA Hauts-de-France » [PDF], 2024
10. ↑  « Licence co-accréditées | INSA », sur www.insa-hautsdefrance.fr (consulté le 27 novembre 2021)
11. ↑  « Masters co-accrédités | INSA », sur www.insa-hautsdefrance.fr (consulté le 27 novembre 2021)
12. ↑  « Formations universitaires déléguées | INSA », sur www.insa-hautsdefrance.fr (consulté le 27 novembre 2021)
13. ↑  « Mastère | INSA », sur www.insa-hautsdefrance.fr (consulté le 27 novembre 2021)
14. ↑  « Vie associative », sur INSA Hauts-de-France, 31 janvier 2022 (consulté le 31 mai 2025)